# Helma Seitz
Helma Seitz (* 23. Februar 1913 in Offenbach am Main; † 11. Juli 1995 in Köln) war eine deutsche Schauspielerin.

## Leben
Seitz stammte aus einer Fabrikantenfamilie. Sie absolvierte eine Schauspielausbildung und begann eine Bühnenkarriere, die sie zunächst nach Frankfurt am Main, Hannover und Oldenburg führte. Dort heiratete sie den Staatsschauspieler Theodor Becker. Aus der Beziehung ging 1935 eine Tochter hervor, die Schauspielerin Renate Becker. Die Ehe wurde 1937 geschieden. Nach dem Zweiten Weltkrieg heiratete Seitz den englischen Geschäftsmann Arthur Hartog und wanderte mit ihm nach Kanada aus. Nachdem sie u. a. zehn Jahre in New York gelebt hatten, wurde die Ehe geschieden, und Seitz kehrte nach Europa zurück und spielte auf Bühnen in Linz, Kiel, München u. a.
Im Jahre 1967 stand Seitz für den Dreiteiler Der Tod läuft hinterher erstmals vor einer Fernsehkamera. Danach wirkte sie in diversen Mehrteilern und Serien mit (u. a. 1983 in Nesthäkchen) und erhielt mehrere Auszeichnungen: 1970, 1971 und 1972 den Goldenen Bambi, 1975 den Silbernen Bambi. Sie wurde vor allem durch ihre Rolle des Fräulein Rehbein, der ledigen Sekretärin des Kommissars Keller, bekannt, die sie in den meisten Folgen der beliebten ZDF-Krimiserie Der Kommissar verkörperte.

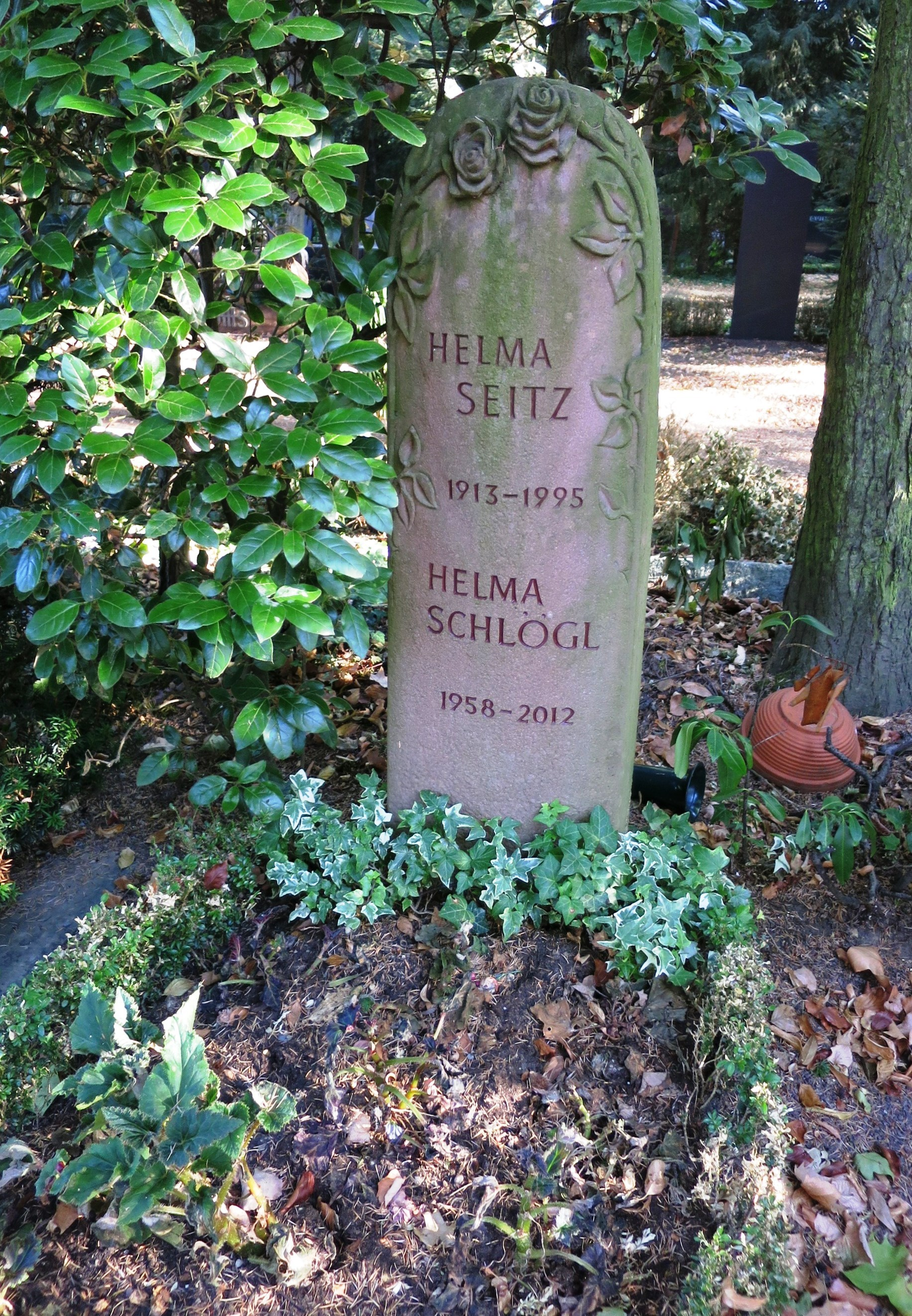
Grab auf dem Friedhof Melaten

Helma Seitz starb 1995 im Alter von 82 Jahren. Ihre letzte Ruhestätte fand sie auf dem Melaten-Friedhof in Köln. In dem Grab ist auch ihre Enkelin Helma Schlögl bestattet (Flur 13 (H) Nr. 175).
Postum wurden Seitz’ Briefe an den Schriftsteller und Büchner-Preisträger Fritz Usinger veröffentlicht, mit dem sie eine lebenslange Freundschaft verband. Das Buch Freund meines Lebens von Helma Seitz erschien im Januar 2007.

## Filmografie (Auswahl)
- 1962: Tunnel 28
- 1967: Der Tod läuft hinterher
- 1968: Babeck
- 1969: Herr Wolff hat seine Krise
- 1969: Verraten und Verkauft
- 1969–1976: Der Kommissar (84 Folgen)
- 1971: Paul Esbeck
- 1971: Der Kurier der Kaiserin
- 1972: Alexander Zwo
- 1972: The Salzburg Connection
- 1973: Starting Out
- 1976: Tatort – Abendstern
- 1977–1986: Polizeiinspektion 1 (4 Folgen)
- 1978–1986: Derrick (3 Folgen)
- 1979–1988: Der Alte (6 Folgen)
- 1980: Fabian
- 1982: Ein Stück Himmel
- 1983: Nesthäkchen
- 1983: Unsere schönsten Jahre
- 1984: Funkeln im Auge
- 1987: Wer erschoss Boro? (TV-Dreiteiler)
- 1987: Der Alte – (Folge 118: Ultimo)
- 1989–1993: Mit Leib und Seele